# Elecciones presidenciales de Estados Unidos de 1968
Las elecciones presidenciales de Estados Unidos de 1968 fue llevada a cabo el martes 5 de noviembre de 1968. El exvicepresidente republicano Richard Nixon ganó las elecciones, por una estrecha diferencia sobre el vicepresidente demócrata Hubert Humphrey. 
En un turbulento contexto que incluyó los asesinatos de Martin Luther King (líder de los derechos civiles) y Robert F. Kennedy (precandidato demócrata), así como una álgida tensión racial que escaló tras el crimen de King. Sin embargo, el tema principal fue la Guerra de Vietnam, cuya popularidad caía en picada, dando paso a enfrentamientos entre la policía y manifestantes opositores a la guerra, situación que llegó a niveles insostenibles en el marco de la Convención Nacional Demócrata de 1968.
Nixon realizó una campaña que prometía restaurar el "orden público". Algunos consideran que la elección de 1968 una elección que rompió con la llamada Coalición del New Deal que había dominado la política presidencial desde 1932. También fue la última elección en la que los dos candidatos eran vicepresidentes.
La elección también incluyó al exgobernador de Alabama, George Wallace, quien se postuló como candidato del nuevo Partido Independiente Americano. Debido a que la campaña de Wallace promovían la segregación racial, él demostró ser un candidato formidable en el Sur; ningún candidato de "tercer partido" ha ganado votos electorales desde entonces.

## Trasfondo
En 1964, el presidente Lyndon B. Johnson había derrotado al republicano Barry Goldwater por la más aplastante mayoría vista hasta entonces. Para 1968 sin embargo, su imagen se había deteriorado gravemente: Sus logros conseguidos con su plan de "La Gran Sociedad" y la "carrera espacial" eran opacados por numerosos disturbios raciales por todo el país luego de la aprobación de la Ley de Derechos Civiles. El ascenso de los movimientos hippie, la "Nueva Izquierda" y organizaciones militantes negras provocaron una importante polarización entre clases, generaciones y razas.
Sin embargo, fue el conflicto del Vietcong lo que más había golpeado al jefe de Estado: Para finales de 1967, había 500 mil americanos en Vietnam, con alrededor de mil caídos por mes, la mayoría de ellos reclutas. A principios de 1968, el ministro Robert McNamara anunció un inminente fin de las hostilidades al haber una menor intensidad de combate por parte de los norvietnamitas. Poco después, Hanói lanzó la Ofensiva del Tet, la cual devastó toda Vietnam del Sur. Luego de los ataques, la aprobación de Johnson solo alcanzaba el 35%, lo cual provocaba serias dudas sobre su futuro en el Salón Oval, donde este llegó a estar prácticamente recluido por órdenes del Servicio Secreto, el cual temía que fuese asesinado.

## Candidatos

### Partido Demócrata
Pese a su impopularidad, en un principio Johnson se perfilaba como el nominado, al haber poco interés de hacerle frente entre los demócratas para evitar una probable crisis partidaria. Sin embargo, la debacle del Tet lo dejó en una frágil posición. En las primarias de New Hampshire, celebradas en marzo, el candidato antibélico Eugene McCarthy obtuvo un 42% frente al 49% de Johnson, pese a que este último tenía todos los respaldos. El ingreso de Robert F. Kennedy a la carrera terminó por sellar la suerte del presidente, quien en un mensaje televisado, anunció su retiro de las elecciones, siendo reemplazado por su vicepresidente Hubert Humphrey.
Tras la bajada de Johnson, se intentó mostrar una imagen de unidad, pero la realidad mostraba lo contrario al estar el partido quebrado en cuatro facciones enemistadas entre sí: Los añosos "manejadores políticos" y los sindicatos se decantaron por Humphrey; McCarthy por su parte era apoyado por los universitarios, hombres de clase media-alta y opositores a la guerra. Kennedy representaba al votante étnico (principalmente negros y blancos no evangélicos) y al antibélico moderado mientras que los Demócratas sureños (más interesados en la "ley y el orden") se alinearon en torno al vicepresidente, pero muchos apoyaron tiempo después al gobernador George Wallace.
Las primarias estuvieron muy reñidas entre Kennedy y McCarthy, con ambos ganando en siete estados. Pero Humphrey, pese a no participar en ninguna fecha (optando por hacer competir a sus "delfines"), logró una ventaja considerable al predominar aún un sistema mayoritariamente cerrado, en el cual los electores eran elegidos en "caucuses" o en convenciones regionales (usualmente por "jefes" políticos).
La primaria de California (4 de junio) era vista como vital para los precandidatos antiguerra. McCarthy fue vitoreado en las universidades mientras que Kennedy hizo campaña en los guetos negros y los "barrios" hispanos. Este último ganó la elección 46% a 42%, pero McCarthy se negaba a bajarse antes de competir en Nueva York, donde tenía su base de apoyo. Sin embargo, mientras celebraba su victoria en un mitin en el Ambassador Hotel, Kennedy fue atacado por el ciudadano palestino Sirhan Sirhan, falleciendo 26 horas más tarde.
Tras la muerte del senador, sus adherentes se dividieron: La mayoría de ellos ungieron al senador por Dakota del Sur George McGovern, aunque algunos optaron por McCarthy. Esta división favoreció a Humphrey, quien terminó siendo nominado rotundamente en la primera votación efectuada en la convención abierta el 26 de agosto en el Hotel Conrad Hilton de Chicago. Edmund Muskie (senador por Maine) fue escogido como "número dos".
Sin embargo, esta convención sería recordada por los disturbios ocurridos al exterior del hotel, cuando miles de activistas protestaron no solo contra la guerra, sino que también contra Humphrey y la cúpula partidista. Los brutales enfrentamientos entre la policía y los manifestantes fueron emitidos por televisión, dejando al partido Demócrata en mal pie. La reacción hacia la respuesta uniformada dividió aún más al partido.
La violencia acaecida en la convención terminó por empañar la imagen política de Chicago, hasta entonces ciudad anfitriona de muchos encuentros de ambos partidos. La única convención celebrada en la "Ciudad Ventosa" después de 1968 fue la convención Demócrata de 1996.

#### Galería de candidatos

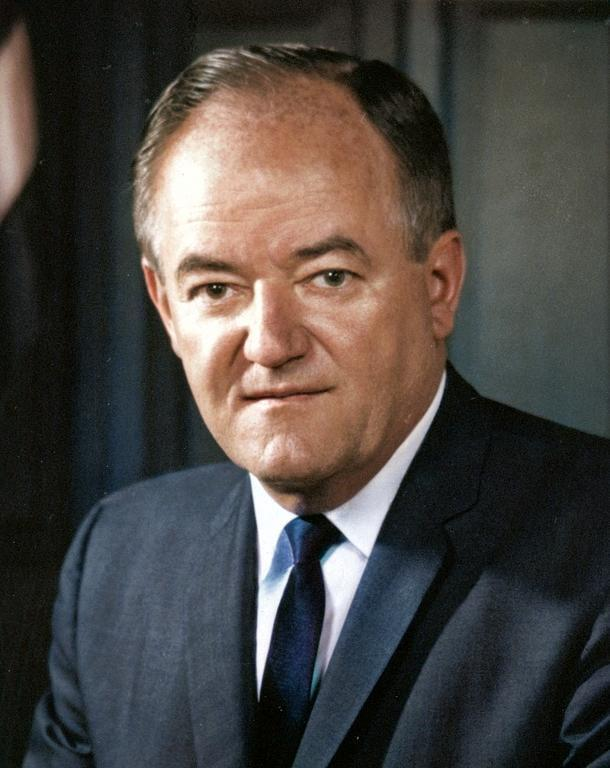
Vicepresidente Hubert Humphrey por Minnesota.
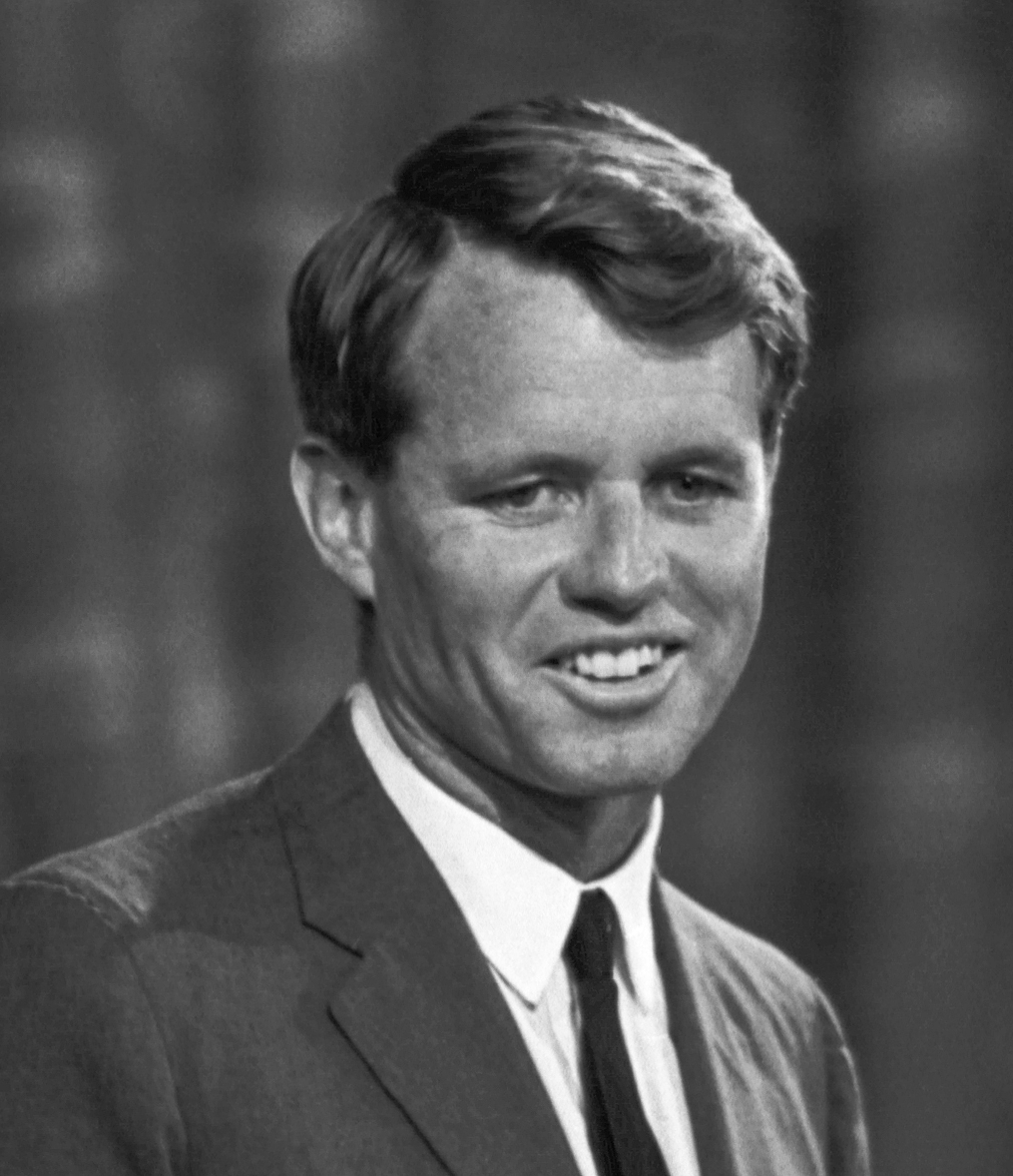
Senador Robert F. Kennedy por Massachusetts (asesinado).
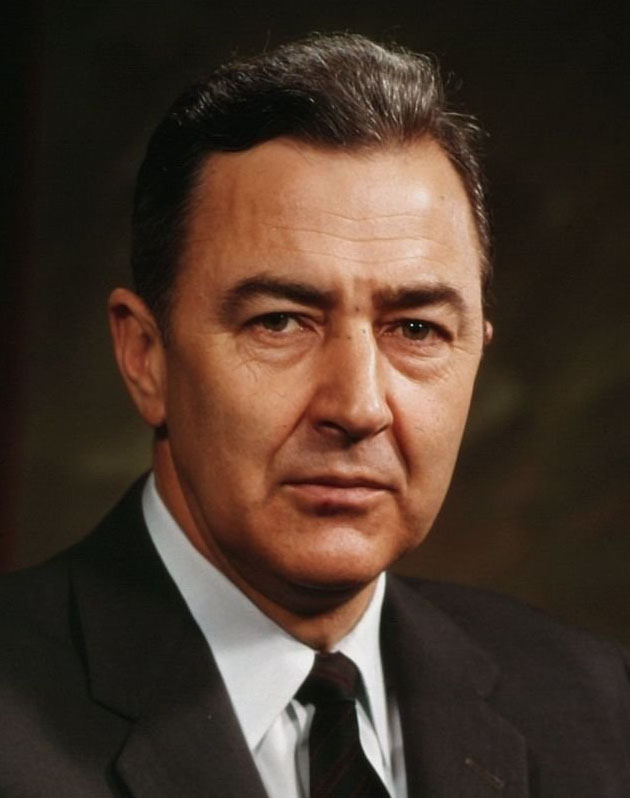
Senador Eugene McCarthy por Minnesota.
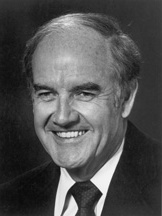
Senador George McGovern por Dakota del Sur.
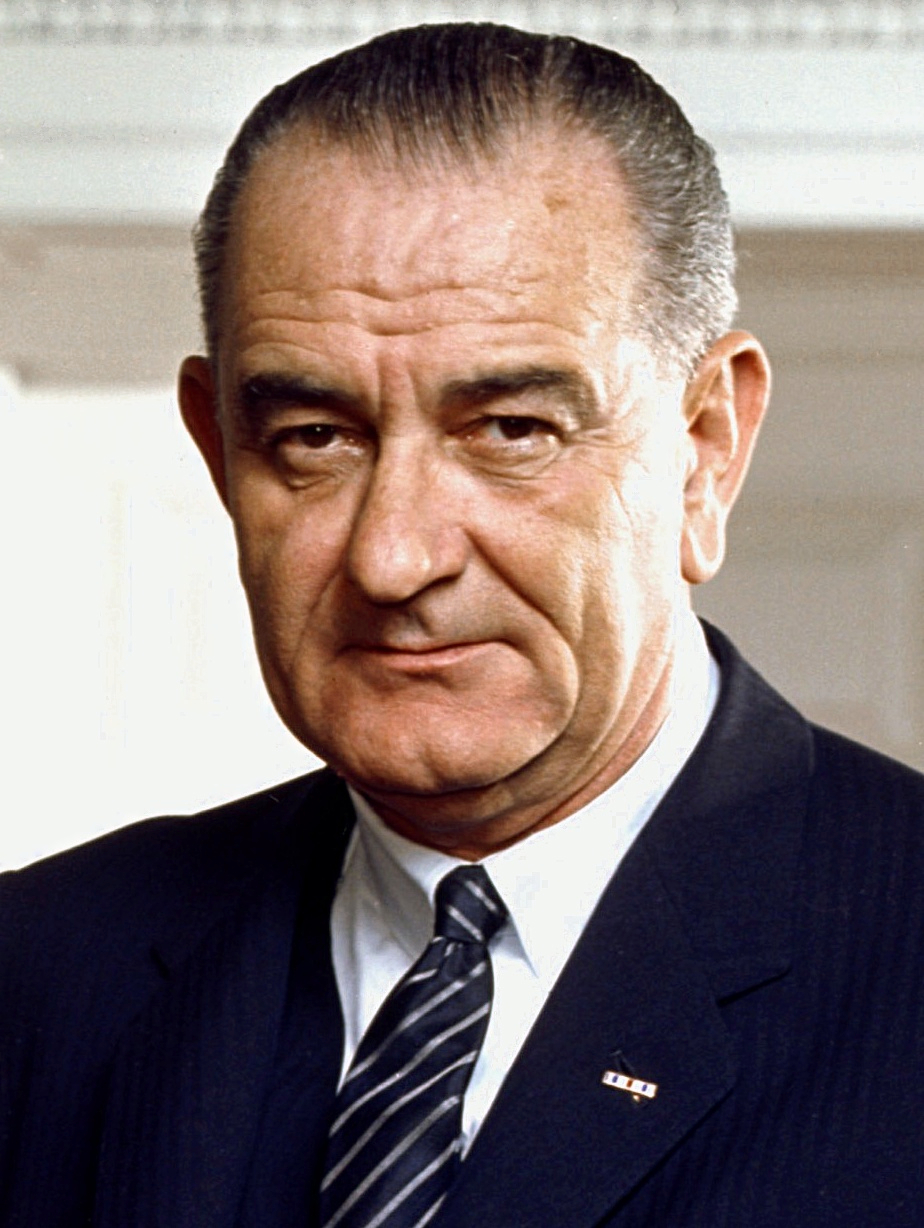
Presidente Lyndon B. Johnson por Texas (retirado).

### Partido Republicano
Para inicios de 1968, el exvicepresidente Richard Nixon era visto como el candidato más probable. Pese a ello, existía bastante aprensión por sus derrotas en la elección presidencial de 1960 y cuando postuló a ser gobernador de California en 1962. Sin embargo, la mayoría de sus contrincantes nunca tuvo mucho peso, y el mayor nivel organizacional de Nixon le allanaron el camino a su eventual nominación.
Su primer rival fue el gobernador de Míchigan George Romney, quien poco después se retiró tras acusar de que el Ejército y los cuerpos diplomáticos le "lavaron el cerebro" para que apoyara la guerra de Vietnam. Otro pretendiente fue el senador por Illinois Charles Percy, aunque nunca hizo campaña de manera activa. 
Sin embargo, en los últimos meses de la campaña, los gobernadores Nelson Rockefeller (Nueva York) y Ronald Reagan (California), líderes respectivamente de las facciones liberal y conservadora del partido quienes se enfrentaron a Nixon. Reagan recibió un importante impulso en California, donde fue el único candidato que se inscribió. Para cuando abrió la convención en Miami Beach el 5 de agosto, ambos gobernadores unieron fuerzas para detener a Nixon, quien necesitaba 11 delegados para alcanzar la nominación. Nixon finalmente obtuvo la candidatura con la ayuda del senador por Carolina del Sur y excandidato presidencial Strom Thurmond, anterior demócrata que se unió al G.O.P. en 1964. El gobernador de Maryland Spiro Agnew fue escogido como compañero de fórmula.

#### Galería de candidatos

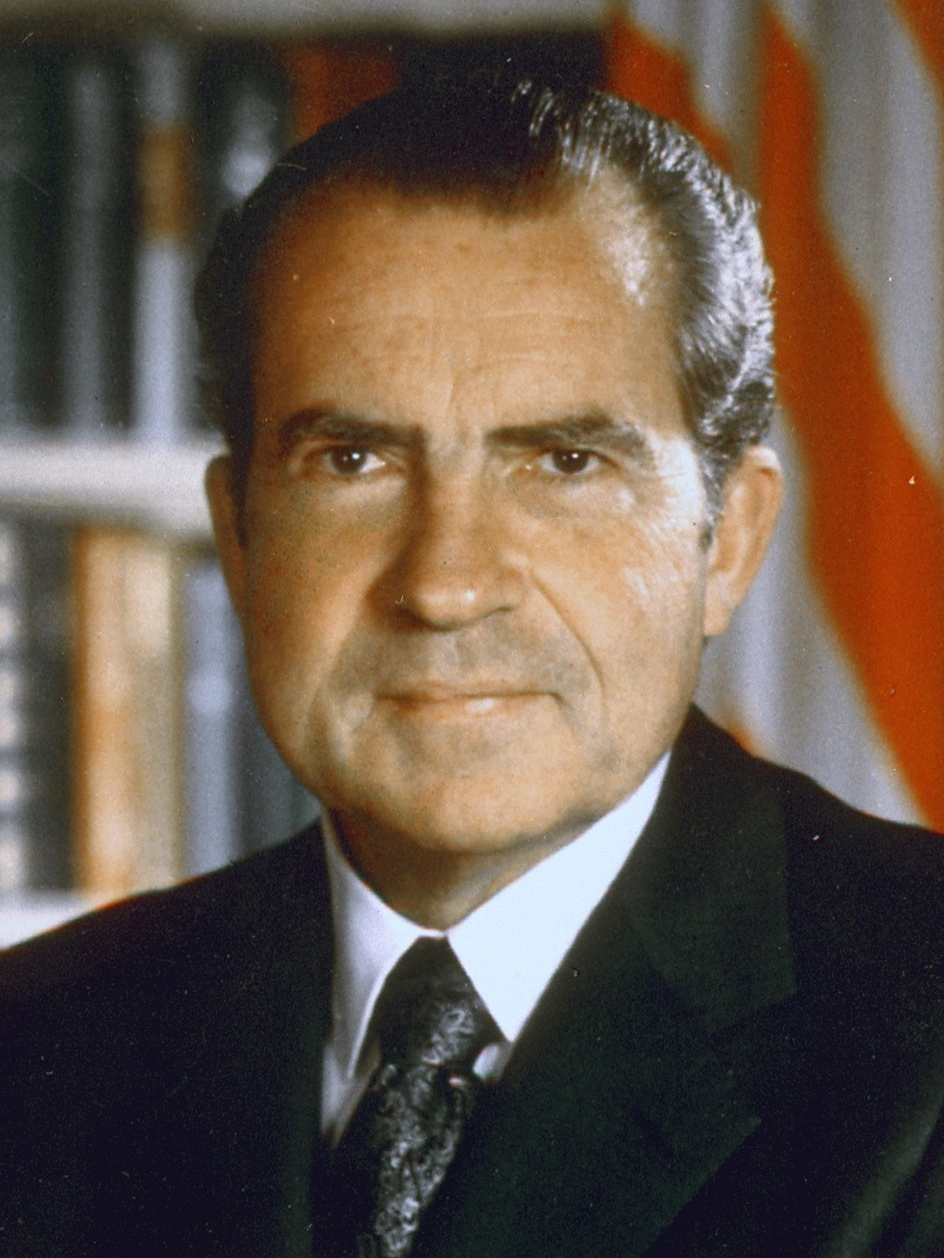
Ex-vicepresidente Richard Nixon de California.
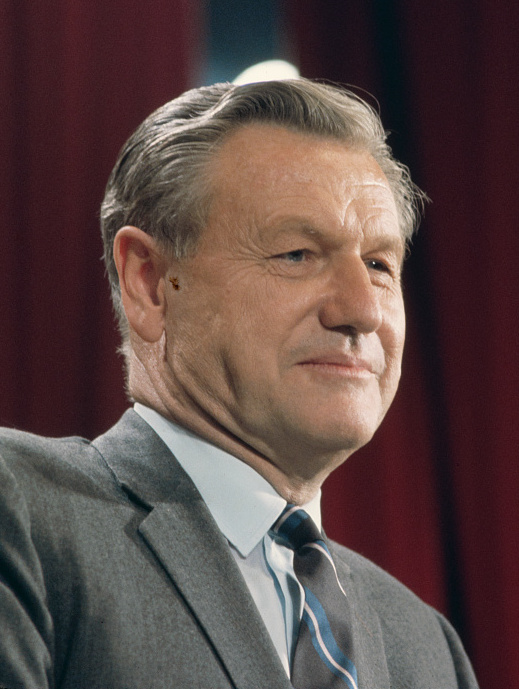
Gobernador Nelson Rockefeller de Nueva York.
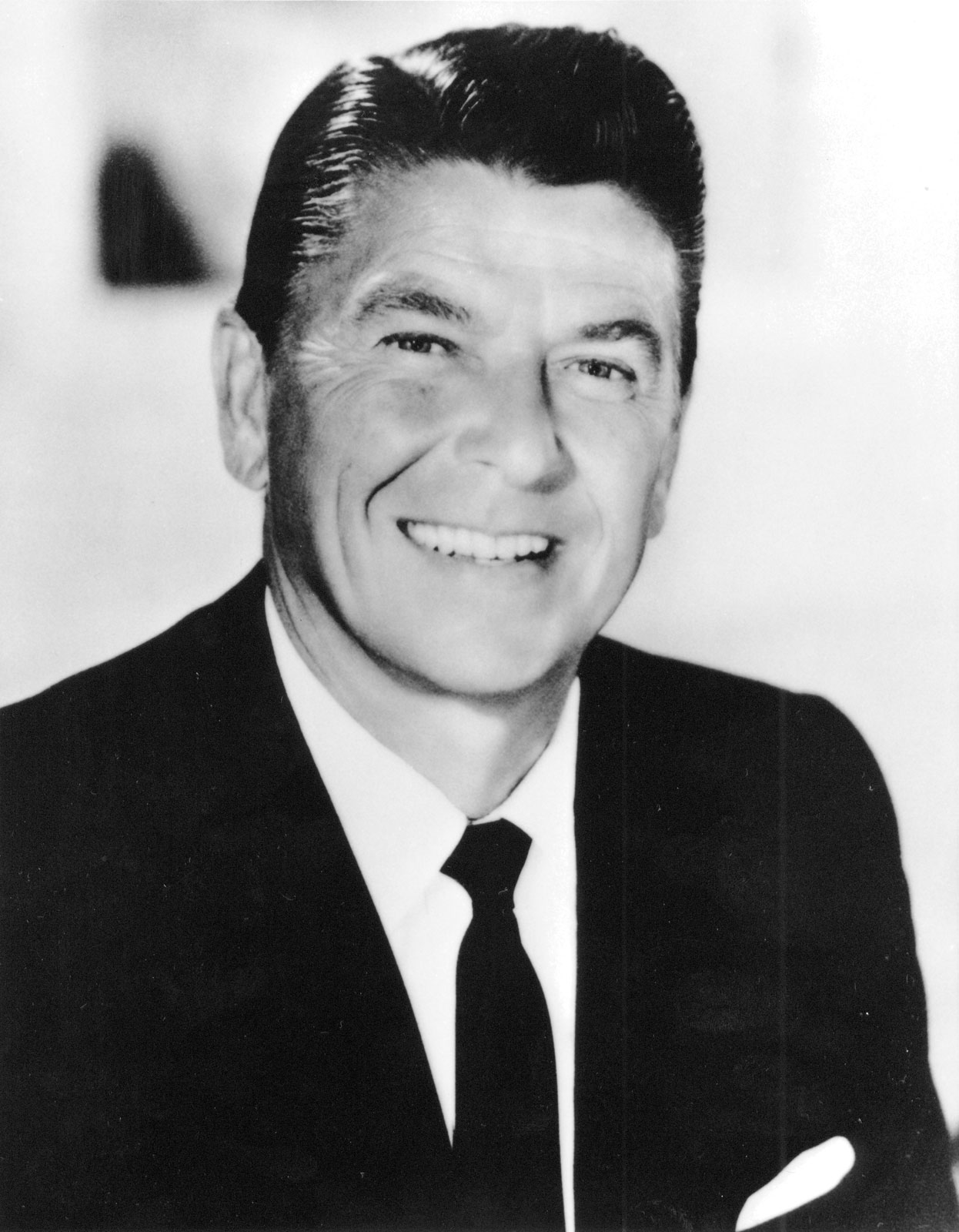
Gobernador Ronald Reagan de California.
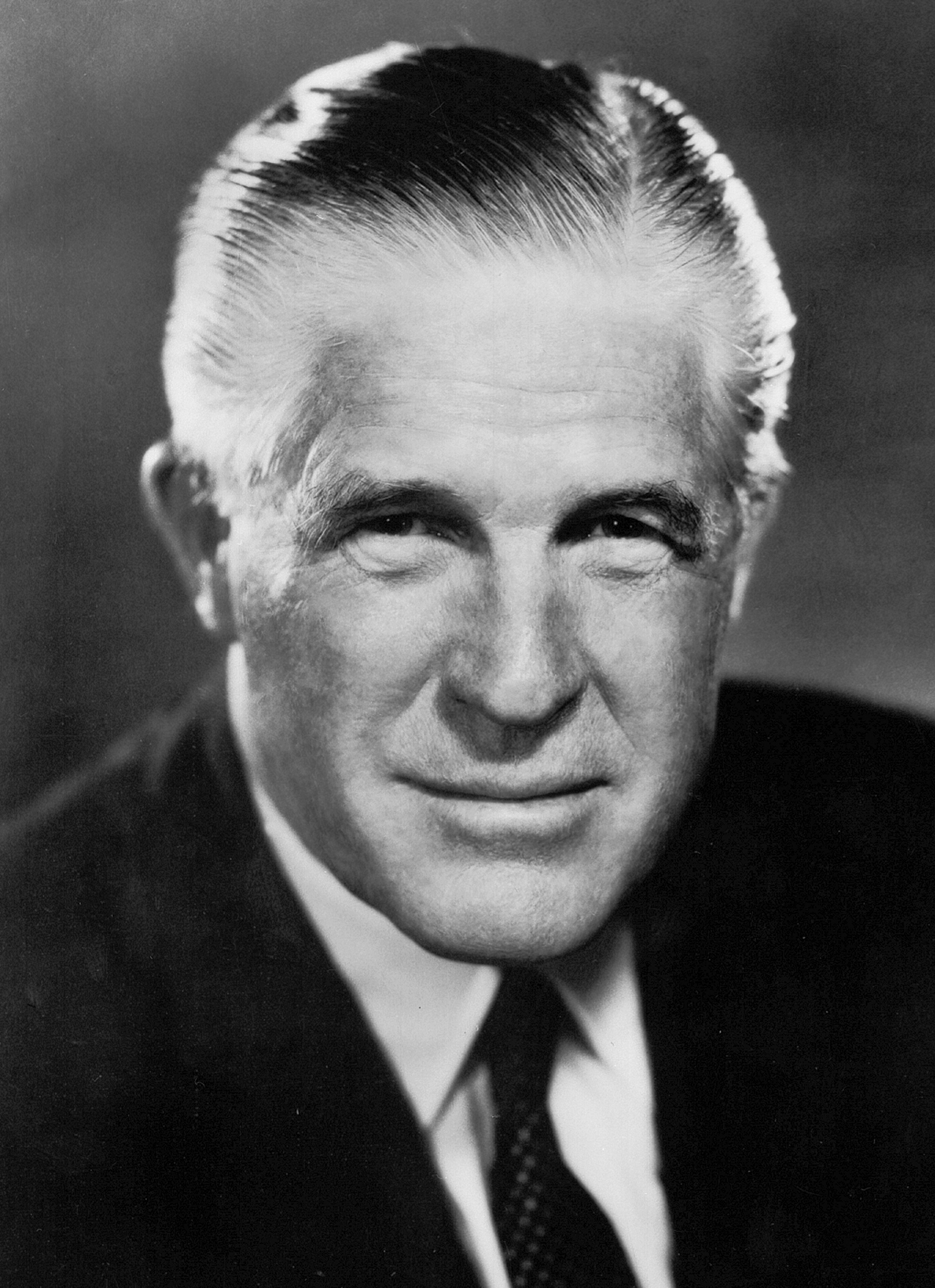
Gobernador George Romney de Míchigan.
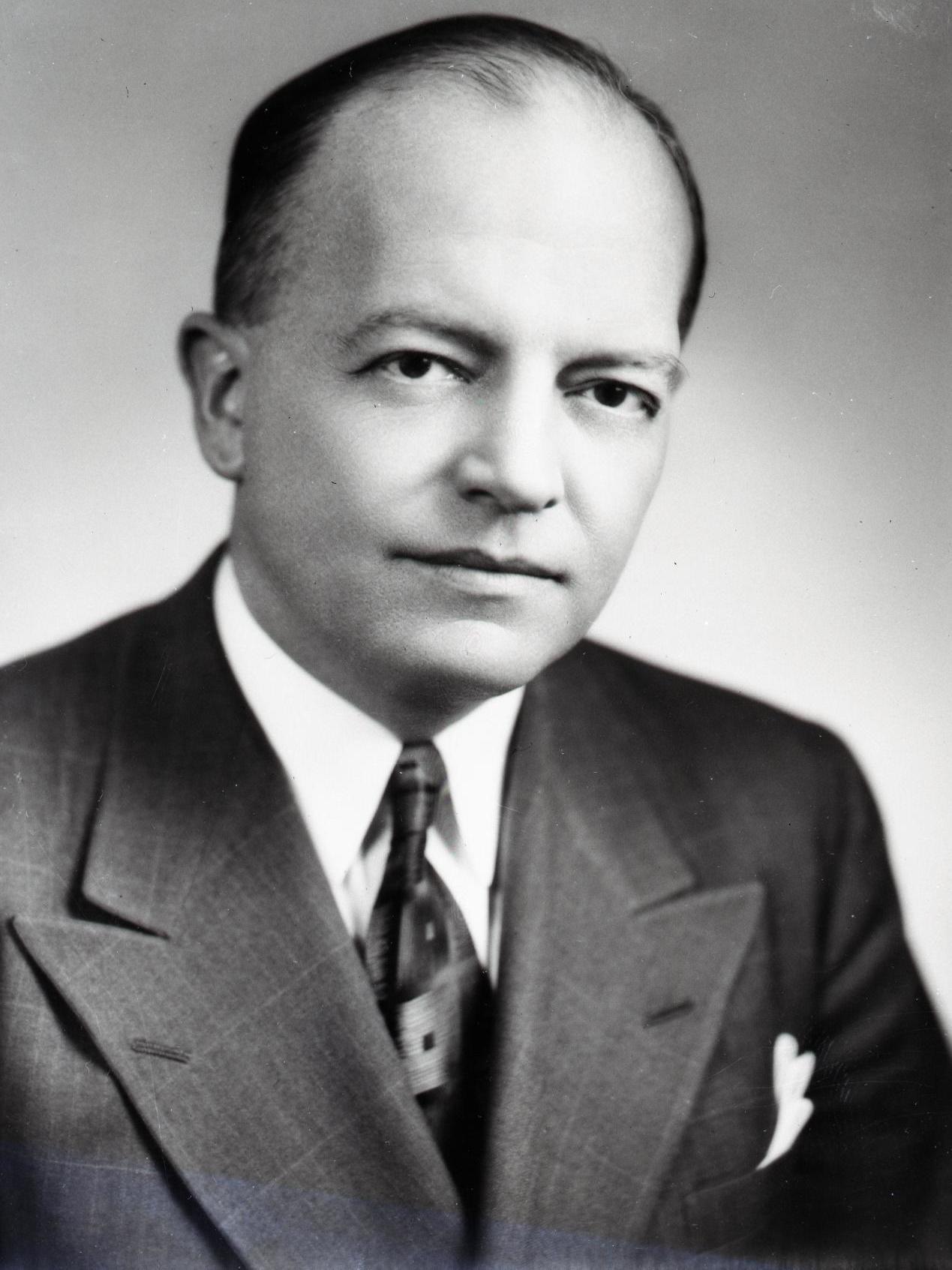
Gobernador Harold Stassen de Minnesota.

### Otras candidaturas
El Partido Americano Independiente fue fundado en 1967 por Bill y Eileen Shearer. Esta organización ultraconservadora nominó como candidato al demócrata George Wallace, exgobernador de Alabama cuyos pensamientos favorables a la segregación racial fueron rechazados por su partido. Wallace fue determinante en la elección general, quitándole a Nixon los estados del "sur profundo" y arrebatándole a Humphrey los votos de la clase trabajadora del noreste.
Tras intentar convencer en vano a Happy Chandler de Kentucky (quien fuera senador, gobernador y comisionado de la MLB), Wallace escogió a Curtis LeMay como compañero de fórmula. La sugerencia de LeMay de usar armas nucleares en Vietnam provocó un declive en la intención de voto hacia Wallace.

### Resultados detallados
| Candidato presidencial | Candidato presidencial  | Partido                 | Estado natal           | Voto popular           | Voto popular | Voto Electoral | Compañero de fórmula | Estado natal del compañero | Voto electoral RM |
| Candidato presidencial | Candidato presidencial  | Partido                 | Estado natal           | Conteo                 | Pct          | Voto Electoral | Compañero de fórmula | Estado natal del compañero | Voto electoral RM |
| ---------------------- | ----------------------- | ----------------------- | ---------------------- | ---------------------- | ------------ | -------------- | -------------------- | -------------------------- | ----------------- |
|                        | Richard Milhous Nixon   | Republicano             | California             | 31,783,783             | 43.4%        | 301            | Spiro Theodore Agnew | Maryland                   | 301               |
|                        | Hubert Horatio Humphrey | Demócrata               | Minnesota              | 31,271,839             | 42.7%        | 191            | Edmund Sixtus Muskie | Maine                      | 191               |
|                        | George Corley Wallace   | Independiente Americano | Alabama                | 9,901,118              | 13.5%        | 46             | Curtis Emerson LeMay | California                 | 46                |
|                        | Eugene Joseph McCarthy  | ninguno                 | Minnesota              | 25,634                 | 0.0%         | 0              | ninguno              | ninguno                    | 0                 |
| Otros                  | Otros                   | Otros                   |                        | 243,258                | 0.3%         | –              | Otros                | Otros                      | –                 |
| Total                  | Total                   | Total                   | 73,199,998             | 100 %                  | 538          |                |                      |                            | 538               |
| Necesitados para ganar | Necesitados para ganar  | Necesitados para ganar  | Necesitados para ganar | Necesitados para ganar | 270          |                |                      |                            | 270               |

#### Estados cercanos
| 1. Missouri, 1.13% 2. Texas, 1.27% 3. Maryland, 1.64% 4. Washington, 2.11% 5. Nueva Jersey, 2.13% 6. Ohio, 2.28% 7. Alaska, 2.64% 8. Illinois, 2.92% 9. California, 3.08% 10. Delaware, 3.51% 11. Pennsilvania, 3.57% 12. Wisconsin, 3.62% 13. Tennessee, 3.83% |

## Libros
- Ambrose, Stephen E. (1987). Nixon: La educación de un político: 1962-1972.
- Brown, Stuart Gerry. The Presidency on Trial: Robert Kennedy's 1968 Campaign and Afterwards. U. Press of Hawaii, 1972. 155 pp.
- Burner, David and West, Thomas R. La Linterna ha pasado: los hermanos Kennedy y el liberalismo latinoamericano (1984). 307 pp.
- Carter, Dan T. (1995). La política de ira: George Wallace, the Orígenes del Nuevo Conservadurismo, y la Transformación de las Políticas de América.
- Chester, Lewis, Godfrey Hodgson and Bruce Page. Un Melodrama Americano - La campaña presidencial de 1968 (1969).
- Converse, Philip E.; Miller, Warren E.; Rusk, Jerrold G.; Wolfe, Arthur C. "Continuity And Change In American Politics: Parties and Issues in the 1968 Election." American Political Science Review 1969 63(4): 1083-1105.  in JSTOR
- Gallup, George H., ed. La encuesta de Gallup: Opinión pública, 1935-1971.
- Goodwin, Doris Kearns (1991). Lyndon Johnson y el sueño americano. St. Martin's Press.
- Gould, Lewis L. (1993). 1968: La elección que cambió América. Ivan R. Dee.
- Herzog, Arthur. McCarthy for President (1969)
- Farber, David (1988). Chicago '68. University of Chicago Press.
- Humphrey, Hubert H. (1976). La educación de un hombre político: mi vida y la política. Doubleday.
- Kogin, Michael (Spring de 1966). «Wallace y la Clase Media». Public Opinion Quarterly 30 (1).
- LaFerber, Walter. La apuesta moribunda: LBJ, Vietnam, y las elecciones de 1968 (2005)
- Lesher, Stephan. George Wallace: Populismo americano. (1994). 587 pp.
- McCarthy, Eugene. El año del pueblo (1969), memoir
- Nixon, Richard (1978). RN: Las Memorias de Richard Nixon.
- Savage, Sean J. (2004). JFK, LBJ, y el Partido Demócrata. SUNY Albany Press.
- Schlesinger, Arthur M., Jr. (1978). Robert Kennedy y Sus Tiempos. Houghton Mifflin.
- White, Theodore H. (1969). La Creación del Presidente—1968. Atheneum..